# Albrecht II. (Mecklenburg)
Albrecht II., Herzog zu Mecklenburg (* 1318; † 18. Februar 1379) war von 1329 bis 1348 Herr zu Mecklenburg und von 1348 bis 1379 regierender Herzog zu Mecklenburg.

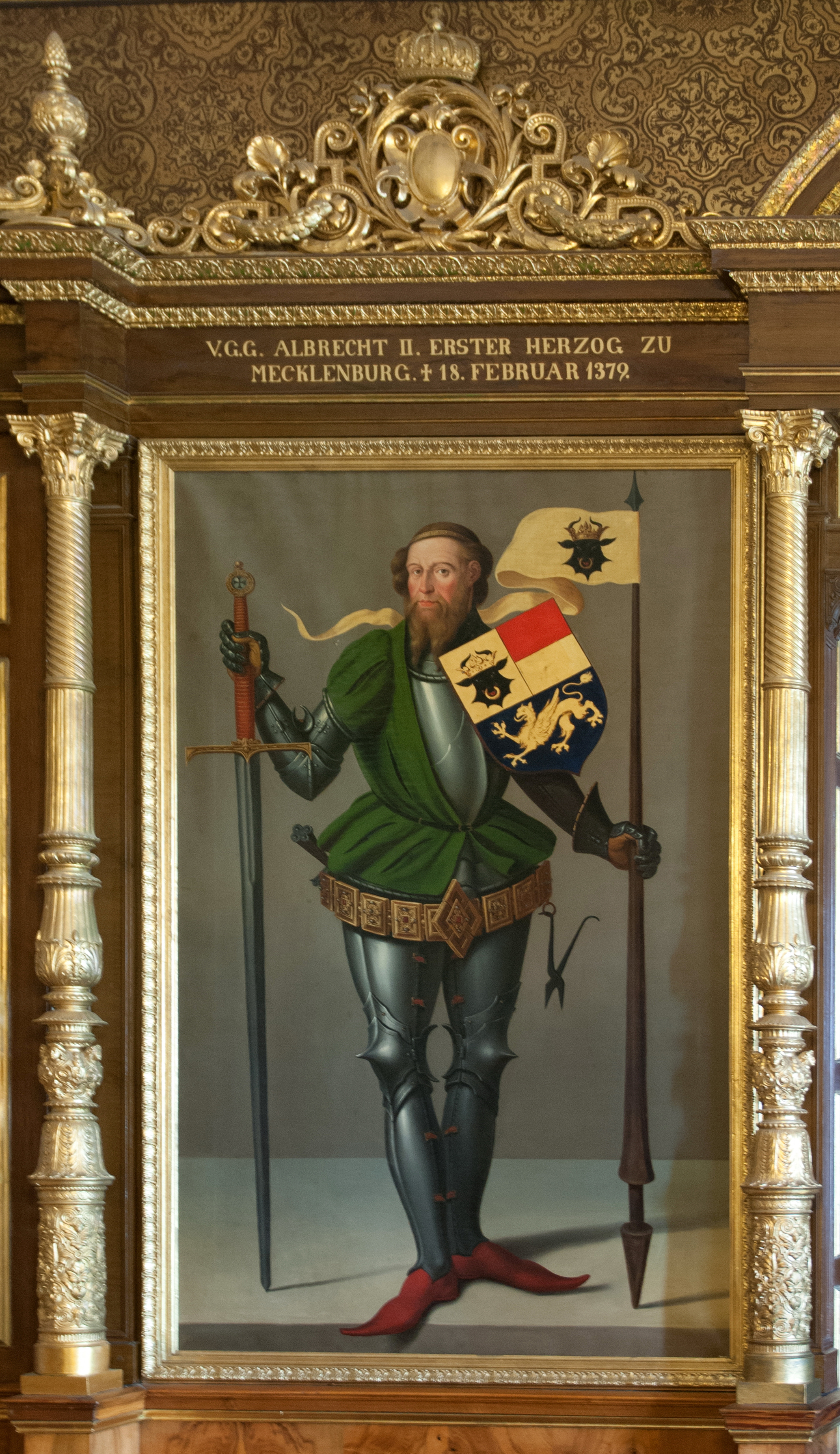
Albrecht II., Herzog zu Mecklenburg, Ahnengalerie (Schweriner Schloss)

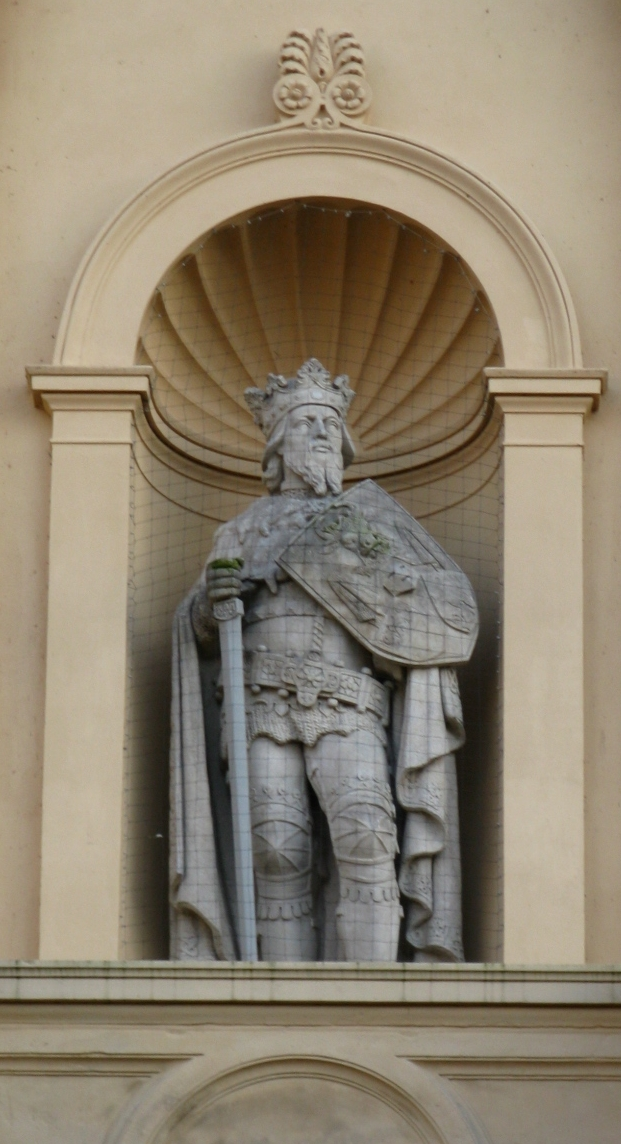
Statue Albrechts II. am Schweriner Schloss

## Leben
Albrecht II. war Sohn des Herrn Heinrich II. von Mecklenburg und Annas von Sachsen-Wittenberg, Tochter Herzog Albrechts II. von Sachsen-Wittenberg. Seit 1329 regierte Albrecht zunächst unter Vormundschaft etlicher landesherrlicher Räte aus der mecklenburgischen Ritterschaft sowie Vertretern der Hansestädte Rostock und Wismar. Erste Aufgabe der Vormünder Albrechts II. war nach dem Tod des äußerst kriegerischen Heinrich II. der Friedensschluss mit den Nachbarterritorien für die Dauer der Vormundschaft. Sodann konnten sie sich den inneren Angelegenheiten zuwenden, insbesondere der Wahrung des Landfriedens.
Mit Erreichen der Volljährigkeit im Jahr 1336 endete die Vormundschaft und Albrecht II. agierte selbständig. Zunächst hatte er mit mindermächtigen mecklenburgischen Niederadligen zu kämpfen, die dem jungen Landesherrn keine Autorität beimaßen und einander heftig befehdeten. Zur Wiederherstellung des Landfriedens verbündete sich Albrecht II. mit den Hansestädten Rostock und Wismar sowie ihm treu ergebenen Teilen der mecklenburgischen Ritterschaft, insbesondere führenden Adelsgeschlechtern wie den Familien Barnekow, Lützow, Stralendorf, Bülow, Moltke und Plessen, die seit der Regierung seines Vaters Heinrich II. nicht nur eng mit der Landesherrschaft kooperierten, sondern auch zahlreiche Vogteien des Landes als Pfand besaßen. Die Zusammenarbeit mit diesen sechs Familien setzte sich über die gesamte Regierungszeit Albrechts II. fort. Aus ihnen entstammten nicht nur seine wichtigsten herzoglichen Räte, sondern auch die für seine aktive Außenpolitik unerlässlichen niederadligen Kriegsunternehmer. Unter der Herrschaft Albrechts II. bauten die führenden Adelsgeschlechter ihre Stellung weiter aus und im Jahr 1379 befanden sich nicht nur zwei Drittel der Vogteien in ihrem Pfandbesitz, sondern verfügten auch über ausgedehnte Besitzkomplexe aus Lehen.
Wie in der Innenpolitik setzte Albrecht II. auch die Außenpolitik seines Vaters fort. Seine Konstante bildeten hier Bündnisse mit Böhmen, Sachsen-Wittenberg und Holstein-Rendsburg wie auch die Gegnerschaft zu Brandenburg, Pommern und Dänemark. Am 8. Juli 1348 erhob der römisch-deutsche König und spätere Kaiser Karl IV. den mit ihm eng verbündeten Albrecht II. von Mecklenburg zusammen mit dessen jüngeren Bruder Johann I. zum Herzog und damit in den Reichsfürstenstand. Bei der anschließenden Landesteilung vom 25. November 1352 wurden ihm die Länder Rostock und das Stammland Mecklenburg zugesprochen, während sein Bruder die Herrschaft sowie die Vogteien Lübz und Sternberg erhielt. Ansonsten wechselte Albrecht II. die Fehdebündnisse häufig: So führte er gemeinsam mit den pommerschen Herzögen Otto I. und Barnim III. Krieg gegen Brandenburg (Pommersch-Brandenburgischer Krieg), stand aber selbst in den weiteren rügischen Erbfolgekriegen im Konflikt mit Pommern. Im Jahre 1358 eignete er sich nach drei Kriegen die Rechte der unterlegenen Grafen von Schwerin an. Gleich Karl IV. unterstützte er anfangs den falschen Waldemar, versöhnte sich aber 1350 mit dem Markgrafen Ludwig, um an anderer Stelle Krieg führen zu können und zu gelegener Zeit wiederum den Krieg den Brandenburg zu eröffnen. Wie die Regierungszeit seines Vaters war so auch die Herrschaft Albrechts II. von zahlreichen aufeinander folgenden Kriegen geprägt. In seiner zweiten Regierungshälfte stritt er vor allem mit Dänemark um die nordischen Königskronen. In Schweden vertrieb er skrupellos die Verwandten seiner Frau vom Königsthron und setzte seinen eigenen Sohn Albrecht III. ein. Zu diesem Zweck stellte sich Albrecht II. im Unterschied zu seinem Vater auch mit den Hansestädten gut und schloss am 20. Februar 1368 einen Allianzvertrag mit den wendischen Hansestädten, da diese keine allgemeine Allianz mit dem Herzogtum erreichten.
Für die Begründung des Landfriedens im nordöstlichen Deutschland ist er mit Erfolg tätig gewesen, weil der Friede im Inneren Voraussetzung für seine außenpolitischen Vorhaben war. Kurz vor seinem Tode ließ er Ernst von Kirchberg zum Ruhm des mecklenburgischen Herzogshauses die Mecklenburgische Reimchronik anfertigen. Albrecht II. wurde im Doberaner Münster begraben.

## Nachkommen
Albrecht II. war vermählt mit Euphemia, Herzogin von Schweden, dann mit Adelheid, Gräfin von Hohnstein.
- Heinrich III. (1337–1383), Herzog zu Mecklenburg (1379–1383)
- Albrecht III. (1338–1412), Herzog zu Mecklenburg (1388–1412) und König von Schweden
- Magnus I. (nach 1338–1384), Herzog zu Mecklenburg (1383–1384)
- Ingeborg (um 1340–1395), verheiratet in 1. Ehe mit Ludwig VI. von Bayern in 2. Ehe mit Heinrich II. von Holstein
- Anna (1343–1415), verheiratet mit Adolf VII. von Holstein-Kiel